# Bias af estimator
Indenfor statistik, er bias (eller "bias funktionen") af en estimator forskellen mellem estimatorens forventede værdi og den sande værdi for den parameter som bliver estimeret. En estimator med nul bias kaldes for "unbiased" eller for central. Ellers kaldes estimatoren for "biased".

## Definition
Antag at vi har en statistisk model, som er parametriseret med "θ" som ligger til grund for en sandsynlighedsfordeling for observeret data, {\displaystyle P(x\mid \theta )}. 
Så er biasen af denne estimator defineret som:
{\displaystyle \operatorname {Bias} [\,{\hat {\theta }}\,]=\operatorname {E} [\,{\hat {\theta }}\,]-\theta =\operatorname {E} [\,{\hat {\theta }}-\theta \,]}
| Matematik | Spire Denne artikel om matematik er en spire som bør udbygges. Du er velkommen til at hjælpe Wikipedia ved at udvide den. |